# Chlidones
Chlidones é um gênero de coleópteros da tribo Chlidonini (Cerambycinae). Compreende seis espécies, com distribuição restrita à Madagáscar.

## Sistemática
- Ordem Coleoptera
  - Subordem Polyphaga
    - Infraordem Cucujiformia
      - Superfamília Chrysomeloidea
        - Família Cerambycidae
          - Subfamília Cerambycinae
            - Tribo Chlidonini
              - Gênero Chlidones (Waterhouse, 1879)
                - Chlidones albostrigatus (Fairmaire, 1897)
                - Chlidones apicalis (Fairmaire, 1902)
                - Chlidones hova (Nonfried, 1895)
                - Chlidones insignicollis (Fairmaire, 1897)
                - Chlidones lineolatus (Waterhouse, 1879)
                - Chlidones rufovarius (Fairmaire, 1901)